# Otočić Mišnjak (ö i Kroatien, Gorski kotar)
Otočić Mišnjak är en ö i Kroatien.   Den ligger i länet Gorski kotar, i den centrala delen av landet, 150 km sydväst om huvudstaden Zagreb.